# 魔法の料理 〜君から君へ〜
『魔法の料理 〜君から君へ〜』（まほうのりょうり きみからきみへ）は、BUMP OF CHICKENの17枚目のシングル。2010年4月21日にトイズファクトリーから発売された。

## 概要
- 2週連続リリースの2週目として「HAPPY」からわずか1週間でリリースされたシングル。
- オリコンチャートでは前作に引き続き初登場1位を獲得し、同一アーティストの異なる作品による2週連続1位獲得は2005年のORANGE RANGE（「ラヴ・パレード」→「お願い!セニョリータ」）以来約5年ぶりとなった。
- 歌詞カードに写されているぬいぐるみは藤原が幼い頃に祖父からプレゼントされたもので、CD表面にプリントされている写真はこのぬいぐるみの鼻の周りの部分を拡大したものである。

## 収録曲
- 全曲作詞・作曲：藤原基央　編曲：BUMP OF CHICKEN

1. 魔法の料理 〜君から君へ〜 （6:31）
NHKの『みんなのうた』で、2010年4月 - 5月に放送された楽曲。
藤原が20代最後（30歳の誕生日直前）に作った曲で[1]、大きくなった自分が「幼い日の自分」に語りかけるというコンセプトで制作されている[2]。
作中のエピソードや表現はほぼ全て藤原の実体験に基づくものである[3]。本来は『みんなのうた』用に書き下ろされたものではなくプライベートな想いで制作されたものだったため、『みんなのうた』に採用が決まった時には驚かされたという[4]。
『みんなのうた』では、5分間1曲枠で放送された。
『みんなのうた』の放送で使用されたアニメーションの制作は、番組4回目の参加となるホッチカズヒロが手掛けた。
ライブ初披露は2010年4月の「BUMP OF CHICKEN SECRET」。
ライブでは2011年から2012年にかけて行われた「GOOD GLIDER TOUR」「GOLD GLIDER TOUR」の一部公演のアンコールのみで披露されていたが、2021年2月27日放送の「SONGS」にてストリングスを交えて演奏された（ただし、アルバム『COSMONAUT』のバージョンで、当時活動休止中の直井を除く3人での出演）。
2023年に行われたアリーナツアー「be there」で約11年ぶりにライブで演奏された。
2. キャラバン （4:35）
藤原が昔からやりたかったというコード進行を実現させた曲だが、歌詞はスタジオで書いていくうちに「なーんかそういうふうに」なってしまったという。

- 隠しトラックに「三人のおじさん」（作詞・作曲：BUMP OF CHICKEN）が収録されている。メンバー全員がボーカルを担当。

## 参加ミュージシャン
- 弦一徹ストリングス：Strings（#1）

## 収録アルバム
- 『COSMONAUT』（#1）※アルバムバージョン
- 『BUMP OF CHICKEN II ＜2005-2010＞』（#11）※アルバムバージョン